# Marcgravia pedunculosa
Marcgravia pedunculosa är en tvåhjärtbladig växtart som beskrevs av José Jéronimo Triana och Planch. Marcgravia pedunculosa ingår i släktet Marcgravia och familjen Marcgraviaceae. Inga underarter finns listade i Catalogue of Life.